# Guerra civil de Yibuti
La Guerra civil de Yibuti (también conocida como la Insurgencia afar) fue un conflicto en Yibuti entre el gobierno de la Agrupación Popular para el Progreso (RPP) (predominantemente ciise o issa en el origen étnico) y el grupo rebelde predominantemente afar, el Frente por la Restauración de la Unidad y de la Democracia (FRUD). Esta guerra civil estalló en 1991 como una reacción a la falta de presencia afar en el gobierno (a pesar de ser el segundo grupo étnico más grande en Yibuti en el 35%, detrás de los clanes somalíes, como el Ciise que representan alrededor del 60%). El FRUD firmó un acuerdo de paz con el gobierno en diciembre de 1994, poniendo fin al conflicto. Dos miembros del FRUD se hicieron miembros del gabinete, y en las elecciones presidenciales de 1999 el FRUD hizo una campaña en apoyo de la RPP.

## Trasfondo
El 11 de marzo de 1862, el Gobierno francés llegó a un acuerdo con el Afar Sultan Raieta Dini Ahmet. Ahmet vendió su territorio de Obock por 10.000 táleros, alrededor de 55.000 florines. Este fue el comienzo de la era de la colonización francesa en la región, el tratado fue utilizado por un capitán del Fleuriot de Langle para colonizar la parte sur del golfo de Tadjoura.
Desde la época del dominio francés, primero como Somalilandia francesa y luego como territorio francés de los Afars y los Issas, ha habido tensiones étnicas en Yibuti entre los Issas y los Afars. Después de la independencia en 1977, el Partido  Popular para el Progreso dominado por Issas había gobernado Yibuti y, desde 1981, lo había gobernado como un estado de partido único. Muchos Afar se sintieron marginados.
Al mismo tiempo, en 1991, los gobiernos autoritarios de los países vecinos fueron derrocados, Siad Barre en Somalia y Mengistu Haile Mariam en Etiopía. Eritrea y Somalilandia también se independizaron de la República Democrática Popular de Etiopía y de la República Democrática Somalí, respectivamente, en 1991.
A fines de la década de 1980, como el Movimiento Popular de Liberación (MPL), organizaron ataques contra el gobierno. En 1991, se crearon varios movimientos de oposición: el Frente de Resistencia Patriótica de Yibuti (FRDP), la Alianza de Fuerzas para la Democracia (AFD) y la Acción para la Revisión del Orden en Yibuti (Arod). A mediados de 1991, varios de ellos se reagruparon en una nueva organización: el Frente por la Restauración de la Unidad y de la Democracia (FRUD).